# أيريك داهلين
أيريك داهلين (بالسويدية: Erik Dahlin)‏ (28 أبريل 1989 بترولهتان في السويد - ) هو لاعب كرة قدم سويدي في مركز حراسة المرمى. شارك مع منتخب السويد تحت 17 سنة لكرة القدم ومنتخب السويد تحت 19 سنة لكرة القدم. أما مع النوادي، فقد لعب مع نادي سوغندال لكرة القدم ونادي غوتبورغ وIK Oddevold ‏ وفاسترا فرولندا ‏ وFC Trollhättan ‏.

## روابط خارجية
- أيريك داهلين على موقع اتحاد النرويج (النرويجية)
- أيريك داهلين على موقع اتحاد السويد (السويدية)
- أيريك داهلين على موقع قاعدة بيانات كرة القدم.إي يو (الإنجليزية)
- أيريك داهلين على موقع Soccerway.com (الإنجليزية)